# Il mammo
Il mammo è una sitcom italiana iniziata il 22 febbraio 2004 e durata tre stagioni, per un totale di sessanta episodi. Le puntate della prima stagione sono state trasmesse di domenica dalle 18.15 alle 18.45, all’interno della trasmissione Buona Domenica, mentre le puntate delle restanti stagioni sono state trasmesse quasi sempre il sabato dalle ore 13:40 alle 14:10 su Canale 5, per poi essere replicate sui vari canali satellitari e del digitale terrestre. È stata anche riproposta in replica varie volte sulla stessa Canale 5, su Italia 1, Rete 4, Iris e Mediaset Extra.

## Trama
Il protagonista è Silvano Zerbi, un uomo vedovo che si ritrova a dover fare, oltre che da padre, da mammo ai suoi tre figli: Raffaella detta Raffa, Luca e la piccola Linda
Silvano, che di professione fa il disegnatore di fumetti, ha un'amica inseparabile che prende costantemente parte alle vicende di famiglia: si tratta della dirimpettaia Patti Morales Miranda, attrice spagnola dell'immaginaria soap opera Arena.
Un altro conoscente storico degli Zerbi è Pierpaolo, detto Pierpa, collega di lavoro di Silvano, che spesso mette il protagonista nei guai e, più in genere, va a fargli visita non solo per incontrarlo ma anche e soprattutto per scroccargli del cibo. A questi si aggiunge Giada, che è la figlia del direttore di Silvano, il cavalier Coletti, ed è innamorata di Silvano. In ogni episodio, formato da sketch divertenti, c'è comunque un momento di riflessione dei protagonisti, quasi a voler trovare una morale.

## Personaggi e interpreti
- Silvano Zerbi, interpretato da Enzo Iacchetti. È un disegnatore di fumetti vedovo, quindi costretto ad essere, oltre che papà, anche mammo dei suoi figli Raffa, Luca e Linda. Quando è di malumore ed alla fine di ogni puntata si rinchiude nel suo studio (e puntualmente i suoi figli iniziano a parlargli dall'esterno). È un interista sfegatato (come l'attore che lo interpreta nella realtà), segue assiduamente le partite dell'Inter e quando le sta seguendo non vuole essere disturbato per alcun motivo. Proprio per questa passione, Linda dice che lui è il suo "Principe azzurro, anzi nero-azzurro".
- Patricia Morales Miranda, detta Patti, interpretata da Natalia Estrada. Vicina di casa della famiglia Zerbi, è un'attrice spagnola che recita nell'immaginaria soap opera "Arena", nella quale interpreta il personaggio di Bonnie Bonnet. È una buona amica per Silvano e si comporta come una nuova mamma per Linda.
- Pierpaolo Bisaccia, detto Pierpa, interpretato da Antonio Petrocelli. Di origini meridionali (lucane), abita nello stesso palazzo di Silvano e Patti. "Amico" di Silvano, gli fa spesso visita solo per scroccargli del cibo. È infatti molto tirchio e per questo viene spesso preso in giro e lasciato solo. Lavora insieme a Silvano e si comporta come uno zio per i figli del collega.
- Cavalier Coletti, interpretato da Giovanni Battezzato. È il direttore di Silvano e Pierpa sul posto di lavoro.
- Giada Coletti, interpretata da Rossana Carretto. È la figlia del cavalier Coletti, abita nello stesso palazzo ed è follemente innamorata di Silvano, anche se a volte lo ricatta per ottenere ciò che vuole. Svampita e zitella, diventa gelosissima se Patti e Silvano complottano senza di lei.
- Linda Zerbi, interpretata da Francesca Di Cara: è la figlia minore di Silvano. Tenera e dolce, adora suo padre, tanto da definirlo il suo "principe azzurro, anzi nero-azzurro", ed è molto affezionata a Patti, ritrovando in lei una figura materna.
- Luca Zerbi, interpretato da Luca Annovazzi: secondo figlio di Silvano, è il tipico maschio ribelle della famiglia.
- Raffaella Zerbi, detta Raffa, interpretata da Federica Citarella: figlia maggiore di Silvano. Nell'ultima serie non è presente in quanto parte per la Spagna per studiare (nella realtà, l'attrice non poteva recitare nella serie in quanto doveva affrontare la gravidanza).

## Guest star
- Jacopo Sarno compare nell'episodio "La vita é una soap" nel ruolo di Matteo.
- Elisabetta Gregoraci compare nell'episodio "Rubacuori" nel ruolo di Paola; nello stesso episodio sono presenti anche Cristina Gasperi, nel ruolo della donna romantica, Claudia Penoni nel ruolo della donna sadomaso e Roberto Malandrino, quest'ultimo nel ruolo del presentatore televisivo.
- Vera Castagna compare nell'episodio "Complotto di famiglia" nel ruolo di Elena Mazzon, l'insegnante di inglese.
- Paola Onofri compare nell'episodio "La vita è una soap" nel ruolo di Gisella.
- Giorgio Melazzi compare nell'episodio "Ferdinando" nel ruolo del nuovo fidanzato piuttosto maturo di "Raffa" Raffaella.
- Michele Cesari compare nell'episodio "Figli delle foglie" nel ruolo di Riccardo detto "Ric", il fidanzato di "Raffa" Raffaella.
- Giancarlo Ratti compare nell'episodio "Neanche per sogno" nel ruolo del sarto omosessuale.
- Giobbe Covatta compare nell'episodio "Il veggente di Anacapri" nel ruolo del veggente.
- Francesco Paolantoni compare nell'episodio "Il veggente di Anacapri" nel ruolo dell'appuntato Zamorri.

## Episodi
| Stagione         | Episodi | Prima TV  |
| ---------------- | ------- | --------- |
| Prima stagione   | 20      | 2004      |
| Seconda stagione | 20      | 2005-2006 |
| Terza stagione   | 20      | 2007-2008 |